# Chiesa di Santa Caterina (Teramo)
La chiesa di santa Caterina è un luogo di culto cattolico che si trova nel centro storico della città di Teramo, in Abruzzo, ed apre la sua facciata alla fine d'un vicolo, con omonima denominazione, stretto, appartato e lastricato da ciottoli di fiume, lungo Corso Cerulli. La chiesa è una cappella privata appartenente alla locale famiglia Castelli ed è aperta ai fedeli solo pochi giorni all'anno per la celebrazione dei tridui che precedono il 25 novembre, ricorrenza della festa calendariale della martire d'Alessandria. L'edificio religioso è considerato tra i più antichi e, per le sue modeste dimensioni, è anche annoverato tra le chiese più piccole della cittadina abruzzese. Custodisce al suo interno altari di notevoli dimensioni, rispetto alle proporzioni modeste del vano sacro, arricchiti da opere d'arte di buona fattura.
Il culto della santa, decapitata dopo che la ruota dentata che doveva stritolarla si inceppò, è molto sentito e, come scrive Luigi Ponziani: «ancor oggi fa vivere tra i teramani l'antica confidenza con la vergine d'Alessandria».  È diffuso e legato principalmente alla devozione popolare delle ragazze in età da marito che fanno "girare la ruota”, compiendo il gesto di percorrere con il dito il cerchio disegnato della ruota scolpita nella lapide posta sul muro a destra dell'ingresso, mentre rivolgono le loro richieste. Altre fanno girare, mediante una manovella, la ruota di legno di noce, ricoperta da un cerchio di ferro dentato, che si trova vicino alla statua che ritrae la martire.
Le giovani rivolgendo le loro preghiere chiedono un felice matrimonio, le sterili richiedono la gravidanza, le partorienti un felice esito del parto.

## Storia
La chiesa fu edificata intorno al IX secolo, periodo successivo a quello in cui cominciò a diffondersi in Occidente il culto di santa Caterina. Secondo alcuni fu una cappella della Antica cattedrale di Santa Maria Aprutiensis. Lo storico teramano Muzio Muzii la cita come esistente già all'inizio del Trecento e la rapporta al diffondersi nella regione del movimento domenicano femminile ponendola in correlazione con la fondazione del monastero delle Domenicane di santa Caterina di Sulmona avvenuta nell'anno 1325. In tempi successivi, notizie sul culto della santa e la considerazione per questa chiesa sono riportate negli statuti del comune di Teramo del 1440 dove si legge che la ricorrenza, da celebrarsi il giorno 25 novembre, è prescritta tra le feste comandate. Verso la fine del Cinquecento il vescovo Giulio Ricci la destinò alle pertinenze dei Padri della Dottrina Cristiana, congregazione clericale presente nella città abruzzese già prima del 1583. In seguito alla partenza di questi affidatari il vescovo Vincenzo Bugiatti da Montesanto decise di annetterla alla proprietà del seminario, chiuso nel 1603, costituita dalle cosiddette «case di San Getulio» di pertinenza dell'Antica Cattedrale. Menzione della chiesa si ritrova anche in due atti di ultima volontà del 1591 in cui i testatori elargiscono lasciti alla locale chiesa di san Domenico, al Collegio della Dottrina Cristiana e dispongono di essere sepolti all'interno della chiesa di santa Caterina. Questo lascia presupporre che la porzione del rialzo della pavimentazione vicina alla parete di fondo fu utilizzata come ambiente idoneo alle sepolture. Nel 1648 si ritrova nominata anche in un altro atto testamentario. Nell'anno 1610 il papa Paolo V, mediante un breve apostolico, la assegnò con i relativi beni alla mensa vescovile. L'edificio religioso divenne proprietà privata della famiglia Castelli nel 1649, con Venanzio Castelli, membro della Società Economica di Teramo, che per lascito testamentario la ricevette in juspatronato. Altre informazioni che ne ricordano i passaggi di proprietà si desumono dal catasto del comune di Teramo del 1644 e dal catasto napoleonico del 1809. Sul finire del Settecento il vescovo Luigi Maria Pirelli, dopo averla sottoposta a lavori di ampliamento e restauro, la cedette al Seminario Aprutino e nel 1803 ne dispose il rifacimento che la connotò delle caratteristiche architettoniche ancora oggi presenti. Da questo intervento furono esclusi il piccolo portale già esistente ed altri elementi che testimoniano successivi lavori di conservazione.

## L'esterno
La facciata, stretta tra le case, si mostra realizzata con una cortina muraria, molto simile a quella della vicina chiesa di san Luca, composta da materiale misto, ordinato con discreta cura, costituito da pietre grezze provenienti dai fiumi che attraversano la città, e frammenti di mattoni, tra i quali si trova un modesto resto di epoca romana. La parete d'ingresso è aperta dal piccolo portale ad arco ogivale, preceduto da tre gradini, e da una finestra a tutto sesto, chiusa da una vetrata policroma, impostata su una mensola costituita da un frammento di epoca altomedievale che mostra scolpita una decorazione fogliare.
Sia il portale e sia la finestra, tra i quali è posta una croce di ferro, sono stati realizzati con blocchi squadrati di pietra, provenienti dal vicino paese di Civitella del Tronto, incassati allo stesso livello del muro secondo l'uso dell'edilizia teramana del XIV secolo.  Questo tipo di posa in opera era caratteristica delle abitazioni private descritte da Francesco Savini. I tratti edilizi della chiesa che ricalcano l'uso di costruzione delle civili abitazioni e la posizione dell'ingresso, sulla parete longitudinale, aprono all'ipotesi che il vano interno in origine avesse una diversa destinazione, tuttavia, continuando ad osservare la parete, si scopre, sulla porzione di sinistra rispetto all'ingresso, una piccola finestra a feritoia, ora tamponata, che si apre a metà dell'altezza del muro.  La fenditura, l'ordinata composizione delle pietre sagomate ed il culmine ad arco ribassato, realizzato con una pietra monoblocco, che ne costruiscono il contorno della luce, lasciano spazio all'ipotesi che vi fu un utilizzo anteriore a quello del 1300, e lasciano supporre che la finestra appartenne ad un ambiente, forse anche una possibile aula sacra, dal piano di calpestio più basso, rispetto a quello di oggi, che avrebbe potuto corrispondere alla base dei pilastri che sorreggono l'arcone visibile nella parete di fondo della chiesa. 
Il prospetto termina con una gronda in legno che nei documenti medievali della città era chiamata trasanna.
La parete è arricchita da altri interessanti elementi quali due blocchi di pietra, figurati con simboli e recanti iscrizioni, scalpellate in grafica gotica elaborata, che provengono da un muro esterno di una casa dallo stesso vicolo, qui incassati dopo l'anno 1907. Come riporta Marcello Sgattoni, lo storico teramano Francesco Savini li descrisse prima del loro spostamento interpretando il possibile significato delle figure e delle lettere che vi sono riprodotte. Attribuì al simbolo dell'incudine col martello, preceduto dalla lettera S, sormontata da una croce, e dalla lettera E, la lettura di un'immagine riferibile al lavoro di un fabbro, interpretando la lettura delle cifre come Sanctus Eligius, protettore degli artigiani che ferrano i cavalli. L'autore, inoltre, manifesta il dubbio che la lettera che egli stesso interpreta come E potrebbe essere anche una C o una G e precisa che potrebbe essere decifrata anche come Sancta Catherine o Georgii Societas.
Nei documenti dell'Abruzzo Teramano alle lettere S G è attribuito il significato di Sanctus Getulius, da correlarsi come riferimento alle case di San Getulio, fabbriche appartenenti all'Antica Cattedrale poi destinate a seminario dal vescovo Montesanto.
Sull'altra pietra è riprodotta una ruota dentata ad otto raggi, con alla base la lettera S, che potrebbe essere riferita alla martire cui è dedicata la chiesa.
L'altra parete longitudinale esterna si affaccia sugli scavi archeologici di piazza Sant' Anna. La sua murazione mostra stratigrafie di lavori di consolidamento e rifacimento che rivelano interventi eseguiti in tempi posteriori a quelli avvenuti sulla parete d'ingresso. Per buona parte si presenta compatta ed omogenea realizzata con l'impiego di pietre di fiume e di laterizi ed è aperta da due finestre databili tra il XVII – XVIII secolo.

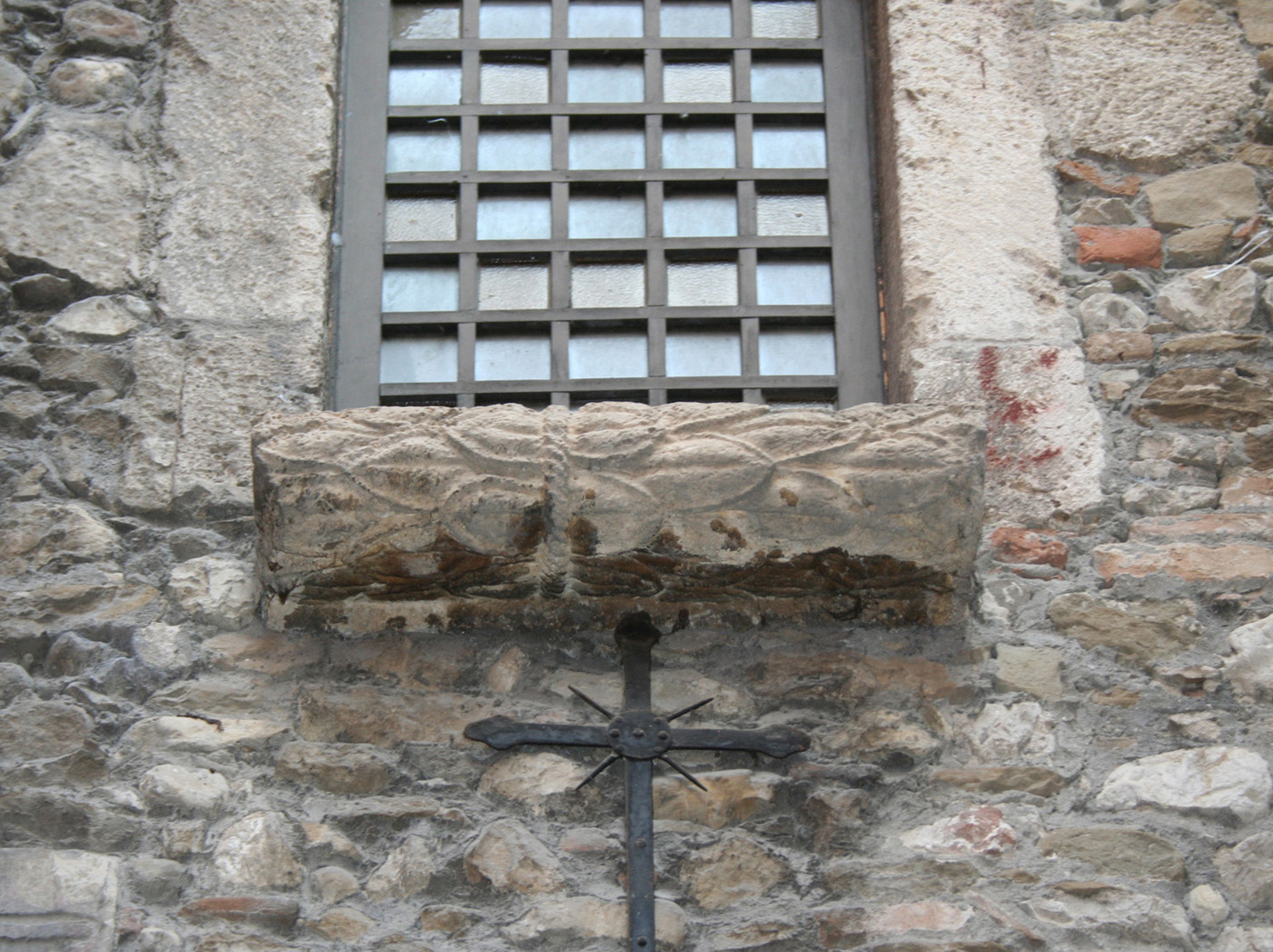
Particolare della mensola della finestra
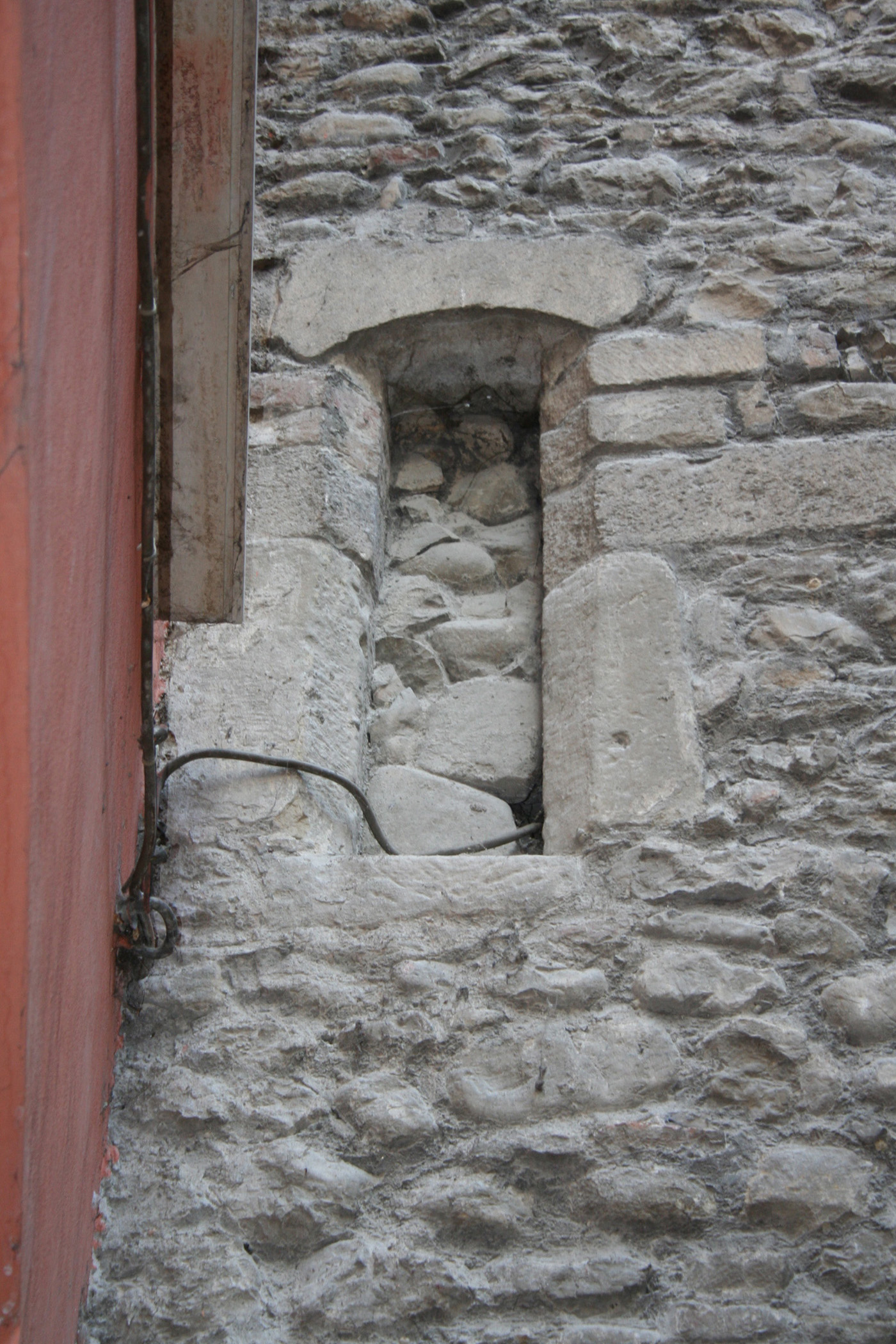
Finestra tompagnata a feritoia
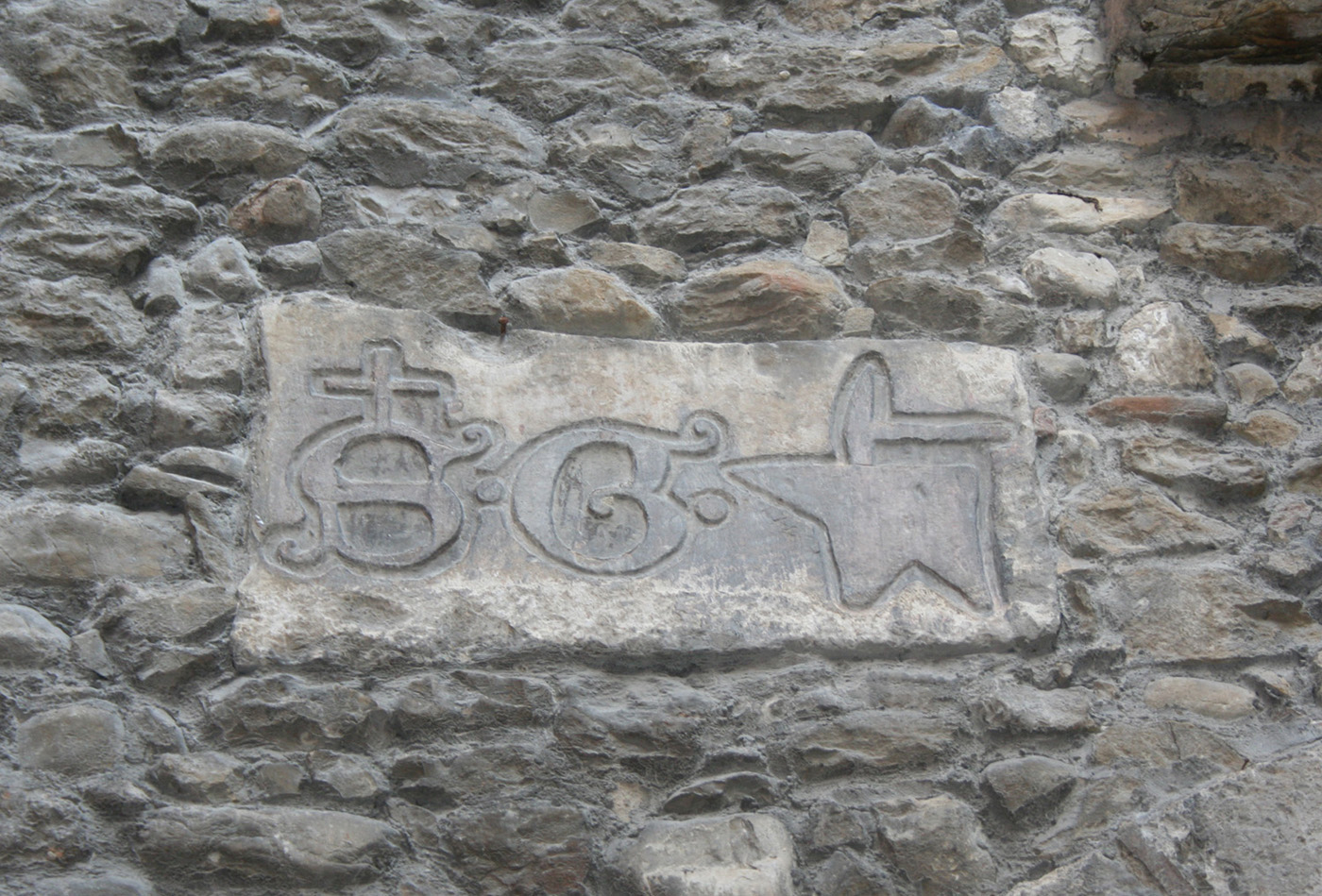
Pietra con lettere scalpellate seguite dalla rappresentazione di incudine e martello
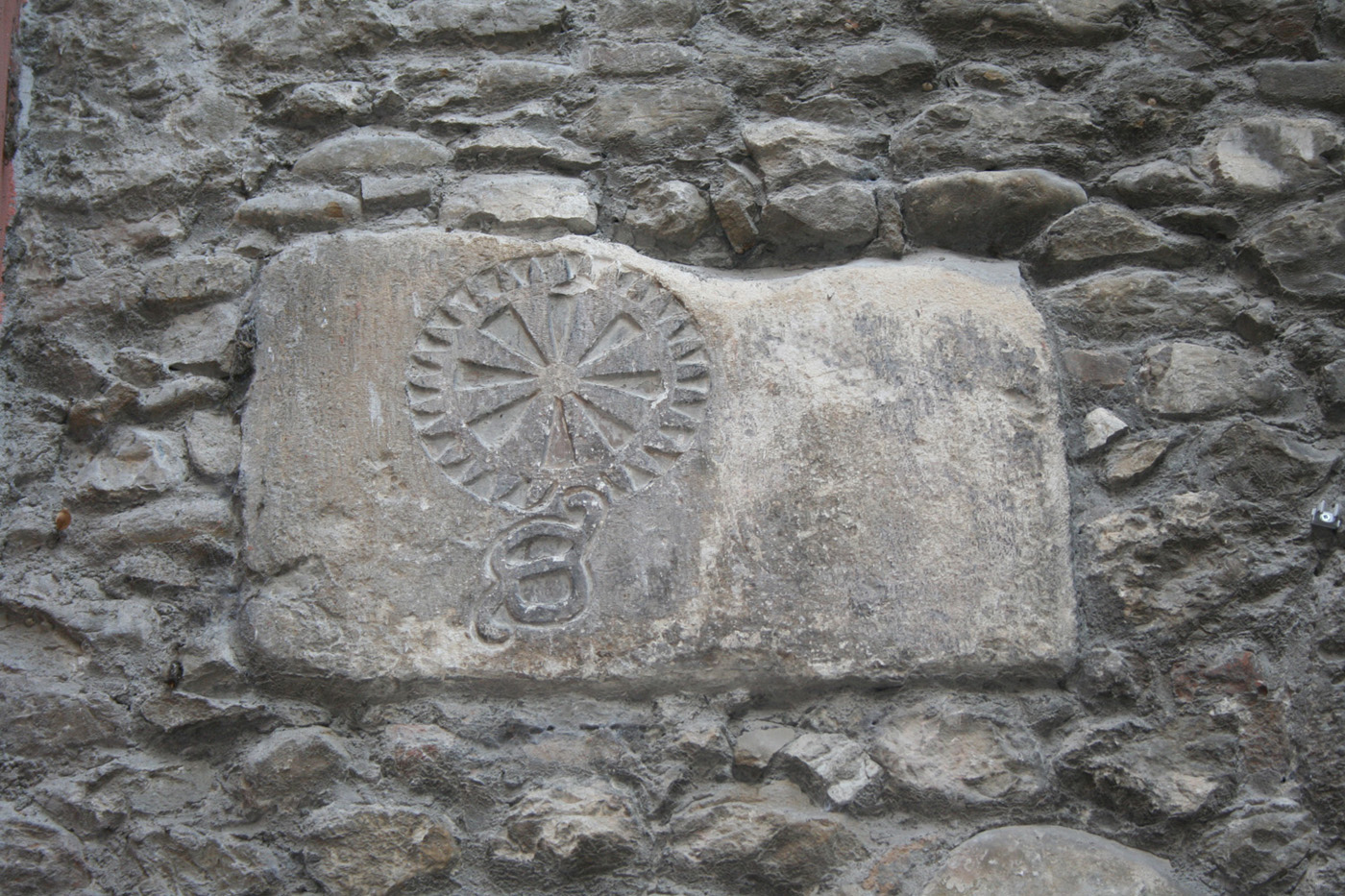
Pietra recante la ruota ad otto raggi

## L'interno
L'interno è costituito da un'unica aula (m. 6,50 x 13,40) coperta da un soffitto a capriate rifatto nel XVIII secolo. Subito dopo l'ingresso si trova una piccola acquasantiera, ottenuta dal riadattamento di pezzi di epoca altomedievale. Sulla parete di destra, rispetto all'ingresso, vi è un primo altare, databile intorno al 1803, con colonne laterali sovrastate da piccoli angeli, decorato da un emblema in stucco, sul quale compaiono due stemmi, sormontato da un ovale che ritrae, in bassorilievo, santa Caterina. Uno dei due stemmi potrebbe rappresentare quello della famiglia Castelli. Al centro fra le colonne campeggia la pala d'altare costituita da una tela della fine del Seicento che ritrae santa Caterina, santa Lucia e papa Silvestro I. L'accostamento iconografico della rappresentazione, piuttosto originale ed inconsueto, fu determinato con buona probabilità dalla scelta devozionale del committente. Sulla stessa parete, dopo l'altare, si mostra la lastra tombale di Luzio Tuzii, procuratore del Collegio dei Padri della Dottrina Cristiana, uomo appartenente ad una delle famiglie più vista della città di Teramo. La lapide assume importanza poiché reca scolpita la ruota del martirio di santa Caterina che le giovani ragazze toccano con le mani per invocare il suo ausilio affinché esaudisca le loro richieste.
La parete di fondo mostra l'arco in laterizio e, in un angolo, la colonnina che regge un capitello incavato utilizzato, in passato, come acquasantiera. Lo storico teramano Niccola Palma, nel ricordare che la chiesa fu anche sede del Collegio dei padri della dottrina cristiana, ritiene che in questa parete fu aperta una seconda porta di accesso, comunicante con i fabbricati che vi si trovano addossati, da utilizzare come varco di comunicazione con l'interno dell'aula.
Sull'altra parete longitudinale si trova la pietra tombale di Nicola Tomacelli posta da Gesualdo Castelli, figlio di Venanzio, che ricevette lo juspatronato. Segue un secondo altare, diametralmente opposto e coevo a quello del 1803, che accoglie la statua in terracotta policroma di papa Silvestro I, vestito con abiti pontificali e triregno, seduto sul trono mentre con la mano destra stringe il pastorale e con la sinistra le Sacre Scritture poggiate sul ginocchio. Proseguendo si trova anche la lapide con lo stemma della famiglia Castelli che reca la scritta: «CHIESIUOLA DI SANTA CATERINA DI PATRONATO DEL SIG(NO)RE GESUALDO CASTELLI DI TERAMO ANNO 1876».
A sinistra dell'ingresso si eleva l'altare maggiore della chiesa, non dissimile per composizione dagli altri presenti, ma di dimensioni maggiori. Qui era posta una statua di santa Caterina, ora sostituita da una tela che la ritrae con angeli eseguita nel 1779 dal maestro fermano Vincenzo Tudini, come riportato: «VINCENZO TVDINI PINXIT 1779». Ai lati dell'altare vi sono le due porte, in legno dipinto e decorato, che accedono alla sacrestia rischiarata dalla luce di una finestrella. Quest'ambiente, di modeste dimensioni, (m. 6,50 x 3,80), coperto da una volta di crociere ribassate è contenuto in una torretta, edificata in epoca successiva a quella della chiesa, che al secondo piano è utilizzata per civile abitazione.